# Врево (Тверская область)
Врево — деревня в Торопецком районе Тверской области. Входит в Плоскошское сельское поселение.

## География
Расположена примерно в 12 верстах к северо-востоку от села Плоскошь на берегу озера Врево.

## История
В конце XIX — начале XX века входила в Холмский уезд Псковской губернии

## Население
| 2010 |
| ---- |
| 0    |